# Claus Nielsen
Claus Illemann Nielsen, meglio conosciuto come Claus Nielsen (Kalundborg, 13 gennaio 1964), è un ex calciatore danese, di ruolo attaccante.
È stato due volte capocannoniere del campionato danese, nel 1986 e nel 1987.

## Palmarès

### Club

#### Competizioni nazionali
- Coppa di Grecia: 1

Panathinaikos: 1988-1989
- Supercoppa di Grecia: 1

Panathinaikos: 1988

### Individuale
- Capocannoniere del campionato danese: 2

1986 (16 reti), 1987 (20 reti)